# Subunitat beta de l'hemoglobina
La subunitat beta de l'hemoglobina (subunitat β de l'hemoglobina, globina beta, hemoglobina beta) és una globina (un tipus de metal·loproteïna), codificada pel gen HBB, que juntament amb la globina alfa (HBA), constitueix la forma més comuna d'hemoglobina en humans adults, l'hemoglobina A (HbA). Té una longitud de 147 aminoàcids i un pes molecular de 15.867 Da. L'HbA humana adulta normal és un heterotetràmer que consisteix en dues cadenes alfa i dues cadenes beta.
La globina beta està codificada pel gen HBB al cromosoma 11 humà. Les mutacions en el gen produeixen diverses variants de les proteïnes que estan implicades en trastorns genètics com l'anèmia de cèl·lules falciformes i la talassèmia beta, així com trets beneficiosos com la resistència genètica a la malària. S'han descobert almenys 50 mutacions causants de malalties en aquest gen.